# Titularbistum Chersonesus in Creta
Chersonesus in Creta (ital.: Chersoneso di Creta) ist ein Titularbistum der römisch-katholischen Kirche.
Es geht zurück auf einen untergegangenen Bischofssitz in der gleichnamigen antiken Stadt, die in der römischen Provinz Creta et Cyrene bzw. in der Spätantike Creta lag. Der Bischofssitz war der Kirchenprovinz Gortyn zugeordnet.
| Titularbischöfe von Chersonesus in Creta |                                     | |                    |                   |
| Nr.                                      | Name                                | Amt | von                | bis               |
| 1                                        | Kasimir Johann Baptist von Häffelin | | 28. September 1787 | 6. April 1818     |
| 2                                        | Viktor Franz Anton von Glutz-Ruchti | Weihbischof in Basel (Schweiz)                                                                                          | 29. Mai 1820       | 9. Oktober 1824   |
| 3                                        | Johann Theodor Laurent              | Apostolischer Vikar des Apostolischen Vikariats des Nordens (Deutschland) Apostolischer Vikar von Luxemburg (Luxemburg) | 17. September 1839 | 20. Februar 1884  |
| 4                                        | Marc Chatagnon MEP                  | Apostolischer Vikar von Süd-Sichuan (China)                                                                             | 25. Januar 1887    | 26. November 1920 |
| 5                                        | Rafael Balanzá y Navarro            | Weihbischof in Toledo (Spanien)                                                                                         | 13. August 1923    | 2. März 1928      |
| 6                                        | Antonio Cardona Riera               | Koadjutorbischof von Menorca Apostolischer Administrator von Ibiza (Spanien)                                            | 10. März 1928      | 2. Februar 1950   |
| 7                                        | Karel Otčenášek                     | Apostolischer Administrator von Hradec Králové (Tschechien)                                                             | 30. März 1950      | 21. Dezember 1989 |